# Club Deportivo Santiagueño
Le C.D Santiagueño est un club de football salvadorien basé à Santiago de María, dans le Département d'Usulután, fondé en 1917.

## Histoire
Le club remporte le titre de champion du Salvador en 1979.
Il participe à la Copa Interclubes UNCAF en 1980 et 1981.

## Palmarès
- Championnat du Salvador
  - Champion : 1979.

## Personnalités liées au club

### Entraîneurs
- Raúl Miralles
- Carlos Máscaro
- Juan Antonio Merlos
- Miguel Aguilar Obando